# Alejandro Poiré
Alejandro Alfonso Poiré Romero (Ciudad de México, 15 de enero de 1971) es un investigador y político mexicano que se desempeñó como secretario de Gobernación entre el 17 de noviembre de 2011 al 30 de noviembre de 2012.

## Carrera profesional
Es licenciado en Ciencia Política por el Instituto Tecnológico Autónomo de México, maestro y doctor en Ciencia Política por la Universidad de Harvard, ha publicado diversos estudios sobre democratización, opinión pública y partidos políticos en libros y revistas especializadas y ha impartido conferencias en más de 20 universidades de México, Estados Unidos, América Latina y Europa. Su trabajo y opiniones se pueden ver en periódicos diversas publicaciones nacionales e internacionales.

## Carrera política
Ocupó la Dirección Ejecutiva de Prerrogativas y Partidos en el Instituto Federal Electoral de 2003 a 2005. En la administración del presidente Felipe Calderón, Poiré Romero ha sido director general de Análisis Político de la Oficina de la Presidencia en 2007 y comisionado para el Desarrollo Político en la Secretaría de Gobernación en 2008. Desde noviembre de 2008 y hasta el 25 de mayo de 2009 ocupó el cargo de coordinador de Asesores del Secretario de Gobernación. Durante este periodo, Alejandro Poiré se dedicó a escribir un blog sobre la estrategia anticrimen del gobierno federal; además, coordinó operativos para reforzar la seguridad en Tamaulipas, y coordinó acciones federales para la desintegración del grupo La Familia en Michoacán. El 26 de mayo de ese año fue nombrado subsecretario de Población, Migración y Asuntos Religiosos por el presidente Felipe Calderón. En sus distintos encargos en la Administración Pública Federal, Poiré ha mantenido contacto cercano con las diversas dependencias que integran el Gabinete de Seguridad Nacional. El 19 de agosto de 2010, fue nombrado por el presidente Felipe Calderón como nuevo secretario técnico del Consejo de Seguridad Nacional y secretario técnico del Gabinete de Seguridad, así como vocero en materia de seguridad, en sustitución de Jorge Tello Peón.
En el 2011 asesoró al INEGI, logrando hacer la Primera Encuesta Nacional de Cultura Política y Prácticas Ciudadanas.
Hasta 2011 se desempeñó como director del CISEN. A raíz de la muerte del pasado secretario de gobernación Francisco Blake Mora, el presidente Felipe Calderón Hinojosa lo nombra como Secretario de Gobernación el 17 de noviembre de 2011.

## Carrera académica
En 1999, Alejandro Poiré regresó de Boston al ITAM para dirigir el Departamento de Ciencia Política hasta el 2003.
Del 2013-2017, Poiré se desempeñó como Decano de la Escuela de Gobierno y Transformación Pública del Tecnológico de Monterrey con sede en Monterrey y Ciudad de México. En marzo de 2017, asumió el cargo como Decano de la Escuela de Ciencias Sociales y Gobierno del Tecnológico de Monterrey.
Alejandro Poiré es profesor de la cátedra Robert F. Kennedy y John F. Kennedy en Estudios Latinoamericanos de la Universidad de Harvard. Además, ha sido profesor invitado en la Universidad de Stanford y en el Instituto Tecnológico de Massachusetts.